# Olympische Sommerspiele 2024/Synchronschwimmen
Bei den Olympischen Spielen 2024 in Paris wurden vom 5. bis zum 10. August zwei Wettbewerbe im Synchronschwimmen ausgetragen. Austragungsort war das Centre Aquatique Olympique in Saint-Denis.

## Zeitplan
| Zeitplan der Wettbewerbe | Zeitplan der Wettbewerbe | Zeitplan der Wettbewerbe | Zeitplan der Wettbewerbe | Zeitplan der Wettbewerbe | Zeitplan der Wettbewerbe | Zeitplan der Wettbewerbe | Zeitplan der Wettbewerbe |
| Wettbewerb               | August                   | August                   | August                   | August                   | August                   | August                   | Entscheidungen           |
| Wettbewerb               | 5.                       | 6.                       | 7.                       | 8.                       | 9.                       | 10.                      | Entscheidungen           |
| ------------------------ | ------------------------ | ------------------------ | ------------------------ | ------------------------ | ------------------------ | ------------------------ | ------------------------ |
| Gruppe                   |                          |                          |                          |                          |                          |                          | 1                        |
| Duett                    |                          |                          |                          |                          |                          |                          | 1                        |

|  | Qualifikationswettkämpfe |  | Medaillenentscheidungen |

## Bilanz

### Medaillenspiegel
| Platz  | Land               | Gold | Silber | Bronze | Gesamt |
| ------ | ------------------ | ---- | ------ | ------ | ------ |
| 1      | China              | 2    | –      | –      | 2      |
| 2      | Großbritannien     | –    | 1      | –      | 1      |
| 2      | Vereinigte Staaten | –    | 1      | –      | 1      |
| 4      | Niederlande        | –    | –      | 1      | 1      |
| 4      | Spanien            | –    | –      | 1      | 1      |
| Gesamt | Gesamt             | 2    | 2      | 2      | 6      |

### Medaillengewinner
| Disziplin | Gold                                                                                           | Silber | Bronze |
| --------- | ---------------------------------------------------------------------------------------------- | --- | --- |
| Duett     | ChinaWang Liuyi Wang Qianyi                                                                    | GroßbritannienKate Shortman Isabelle Thorpe                                                                                     | NiederlandeBregje de Brouwer Noortje de Brouwer                                                                                     |
| Gruppe    | ChinaChang Hao Feng Yu Wang Ciyue Wang Liuyi Wang Qianyi Xiang Binxuan Xiao Yanning Zhang Yayi | Vereinigte StaatenAnita Alvarez Jaime Czarkowski Megumi Field Keana Hunter Audrey Kwon Jacklyn Luu Daniella Ramirez Ruby Remati | SpanienTxell Ferré Gaset Marina García Polo Lilou Lluís Valette Meritxell Mas Alisa Ozhogina Paula Ramírez Iris Tió Blanca Toledano |

## Qualifikation
Folgende Nationen sicherten sich Quotenplätze:
| Nation             | Gruppe | Duett | Quotenplätze |
| ------------------ | ------ | ----- | ------------ |
| Ägypten            | X      | X     | 2            |
| Australien         | X      | X     | 2            |
| China              | X      | X     | 2            |
| Frankreich         | X      | X     | 2            |
| Griechenland       |        | X     | 1            |
| Großbritannien     |        | X     | 1            |
| Israel             |        | X     | 1            |
| Italien            | X      | X     | 2            |
| Japan              | X      | X     | 2            |
| Kanada             | X      | X     | 2            |
| Mexiko             | X      | X     | 2            |
| Neuseeland         |        | X     | 1            |
| Niederlande        |        | X     | 1            |
| Österreich         |        | X     | 1            |
| Spanien            | X      | X     | 2            |
| Südkorea           |        | X     | 1            |
| Ukraine            |        | X     | 1            |
| Vereinigte Staaten | X      | X     | 2            |
| Gesamt: 18 NOKs    | 10     | 18    | 28           |